# Sandstone (Minnesota)
Pour les articles homonymes, voir Sandstone.
Sandstone est une ville située dans le comté de Pine, dans l'État du Minnesota aux États-Unis. Lors du recensement de 2010, sa population s'élevait à 2 849 habitants.